# Малыш Бутс
«Малыш Бутс» (англ. Kid Boots) — немой чёрно-белый фильм 1926 года. Экранизация популярного одноимённого мюзикла тех лет.

## Сюжет
Однажды после вечеринки Том Стерлинг обнаруживает себя женатым на хористке Кармен Мендосе. Он спешит расторгнуть этот брак и в ожидании развода неожиданно получает 3 миллиона долларов в наследство. Кармен требует половину суммы в качестве отступных. Адвокат советует Тому нанять своего случайного знакомого, помощника портного по прозвищу Малыш Бутс, которому Том недавно помог отбиться от рассерженного клиента, чтобы тот в свою очередь помог ему без потерь избавиться от Кармен.
Тем временем Малыш Бутс влюбляется в инструкторшу по плаванию Джейн Мартин, но та отвергает его, когда, согласно их с Томом плану, он начинает флиртовать с Кармен. В конце концов Том убеждает Джейн помочь им, и благодаря девушке и Малышу Бутсу Кармен остается с носом.

## В ролях
| Актёр           | Роль           |
| --------------- | -------------- |
| Эдди Кантор     | Сэмюэль Бутс   |
| Клара Боу       | Джейн Мартин   |
| Лоуренс Грей    | Том Стерлинг   |
| Натали Кингстон | Кармен Мендоса |
| Билли Дав       | Элинор Белмор  |